# کلمات مثل آب گازدار حباب می‌شوند
کلمات مثل آب گازدار حباب می‌شوند (ژاپنی: サイダーのように言葉が湧き上がる هپبورن: Saidā no Yō ni Kotoba ga Wakiagaru) عنوان یک فیلم سینمایی انیمه‌ای ژاپنی در ژانر برشی از زندگی و عاشقانه به کارگردانی کیوهئی ایشی‌گورو است که توسط استودیوهای ساب‌لیمیشن و سیگنال.ام‌دی تهیه شده‌است. فیلم‌نامه این فیلم توسط ایشی‌گورو و دای ساتو به رشته تحریر درآمده است. ایچیکاوا سومه‌گورو، هانا سوگیساکی، مگومی هان، ناتسوکی هانائه، یوئیچیرو اومه‌هارا، و مگومی ناکاجیما صداپیشگان فیلم هستند. داستان این انیمه در بخش روستایی ژاپن با یک مرکز خرید بزرگ اتفاق می‌افتد و دربارهٔ دو نفر است که در برقراری ارتباط با دیگران دچار مشکل هستند. یوئی «چری» ساکورا پسری خجالتی است که تنها می‌تواند از طریق نوشتن هایکو صحبت کند. یوکی که همچنین تحت نام «اِسمایل» نیز شناخته می‌شود، یک اثرگذار شبکه‌های اجتماعی است و دهان خود را با ماسک می‌پوشاند تا براکت و سیم ارتودنسی که برای درست کردن ناهنجاری دندان‌هایش تعبیه شده‌است را پنهان کند. ملاقاتی سرنوشت ساز در یک بازار بزرگ باعث آغاز یک رابطهٔ عاشقانه بین آن‌ها می‌شود.
نخستین نمایش فیلم در جشنواره بین‌المللی فیلم شانگهای ۲۰۲۰ بود. سپس در ۲۲ ژوئیه ۲۰۲۱ در سینماهای کشور ژاپن، و در همان روز در نتفلیکس در سطح بین‌المللی اکران شد.